# Charles Shorey House

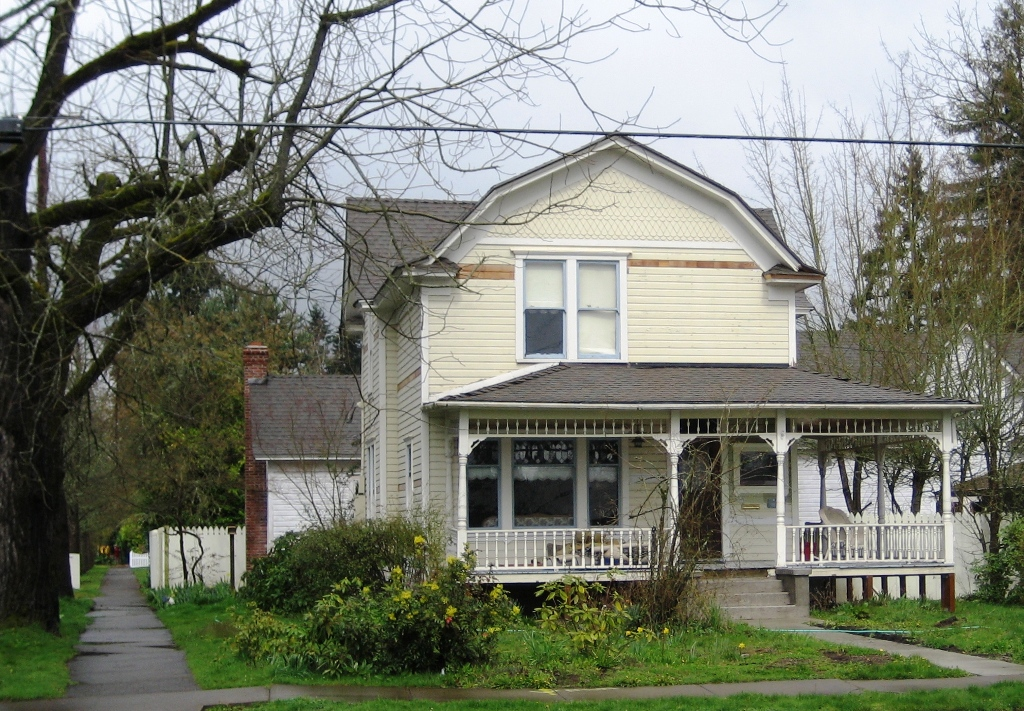
Vorderansicht des Gebäudes (2008).

Das Charles Shorey House ist ein zweistöckiges Holzhaus an der Main Street im Zentrum von Hillsboro, Oregon. Das Haus wurde  von Charles Shorey erbaut und um 1908 im Queen Anne Style fertiggestellt. Es wurde am 16. Juni 1989 dem National Register of Historic Places hinzugefügt.

## Geschichte
Charles Shorey wurde 1850 in Waterville, Maine geboren und kam 1878 ins Washington County. Um 1908 erwarb er von Wesley Boscow rund 1,7 Acre Grund an der Main Street in Hillsboro zum Preis von 857 US-Dollar. Shorey nutzte das frühere Teilgelände von Boscows Milchwirtschaftsbetrieb, um für sich und seine Familie ein Haus zu bauen. Nach der Fertigstellung zog die Familie – seine Frau Sarah und die Tochter Eliza Jane – von ihrer Heimstätte bei Mountaindale, Oregon am Dairy Creek hier her.
Charles, der Schreiner von Beruf war, starb 1934 und seine Frau folgte vier Jahre später Das Haus blieb bis zum Tod der Tochter in den 1950er Jahren in Familienbesitz. Sie erhielt das Gebäude in seinem ursprünglichen Zustand und die späteren Eigentümer renovierten es 1987. Es wurde in das National Register of Historic Places als Beispiel für ein Haus der Mittelklasse aus der Zeit des frühen 20. Jahrhunderts in Hillsboro aufgenommen.

## Gebäude
Bei dem Haus handelt es sich um ein kreuzförmiges Bauwerk, dessen Dach eine Mischung aus Walmdach und Satteldach bildet. Es ist zwar in erster Linie ein Queen-Anne-Bauwerk, besitzt aber auch Merkmale des Colonial Revival. Das Äußere des Hauses besteht aus waagrecht angebrachten Bretterverschalungen, Fischschuppenschindeln und eine umlaufende Terrasse sowie einige weitere dekorative Elemente, etwa ausgesägte Auskragungen und gedrechselte Pfosten.
Der Großteil des Exterieurs ist noch so, wie das Haus ursprünglich gebaut wurde, einschließlich der Bleiglasfenster. Das Innere des Hauses ist ebenfalls weitgehend im Originalzustand, einschließlich des Treppenhauses mit den gedrechselten Geländern. Tannenholz-Täfelungen sind im größten Teil des Hauses vorhanden; das Gebäudeinnere ist im Stil des Arts and Crafts Movements.